# Craterocephalus pimatuae
Craterocephalus pimatuae är en fiskart som beskrevs av Crowley, Ivantsoff och Allen, 1991. Craterocephalus pimatuae ingår i släktet Craterocephalus och familjen silversidefiskar. IUCN kategoriserar arten globalt som otillräckligt studerad. Inga underarter finns listade i Catalogue of Life.